# Grand Prix automobile d'Afrique du Sud 1981
GP précédent GP suivant
Le Grand Prix d'Afrique du Sud 1981 est une épreuve de Formule 1 qui s'est tenue le 7 février 1981 sur le circuit du Kyalami près de Johannesbourg. Épreuve non reconnue par la FIA, cette course ne figure pas au palmarès du championnat du monde de Formule 1.

## Historique
Le GP d'Afrique du Sud 1981 est l'un des événements majeurs de ce que l'on appelle la guerre FISA-FOCA, lutte qui a opposé de 1979 à 1982 la FISA (Fédération internationale du sport automobile) à la FOCA (Formula One Constructors Association), l'association des écuries de F1 dirigée par Bernie Ecclestone.
La FOCA et la FISA s'affrontent alors principalement sur deux points :
1. le contrôle économique des Grands Prix : au cours des années 1970, l'association des constructeurs avait pris l'habitude de négocier directement avec les organisateurs de Grands Prix ainsi qu'avec les chaînes de télévision, pratique sur laquelle la FISA souhaitait revenir.
2. la réglementation technique : à compter de la saison 1981, la FISA souhaitait interdire les « jupes », éléments aérodynamiques permettant aux voitures d'atteindre des vitesses vertigineuses en courbe, tandis que la FOCA souhaitait au contraire voir bannis les moteurs turbos, technologie très coûteuse et uniquement à la portée des grands constructeurs tels Renault, la Scuderia Ferrari (soutenue par Fiat) et Alfa Romeo.

Devant l'impossibilité pour les deux parties de s'entendre, la FOCA menace de créer un championnat du monde de F1 parallèle. Fin 1980, elle  monte même sa propre fédération, la World Federation of Motor Sport. La menace est sérieuse car la FOCA regroupe la plupart des écuries de F1 (essentiellement les équipes traditionnelles britanniques telles que Brabham, Tyrrell, McLaren, Lotus et Williams) et peut également compter sur plusieurs Grands Prix qui lui sont fidèles (pour la bonne et simple raison qu'elle en a pris le contrôle).
En février 1981, la FOCA annonce l'organisation du GP d'Afrique du Sud, épreuve dont elle a le contrôle, et que la FISA n'a pas intégré au calendrier du championnat du monde de Formule 1 1981. S'agit-il de la première épreuve du nouveau championnat du monde de Formule 1 version WFMS? En réalité, il semble que la FOCA n'a pas véritablement l'intention de créer un schisme au sein de la F1 et que la tenue de cette épreuve est plutôt à interpréter comme une démonstration de force à l'égard de la FISA. D'ailleurs, le jour de la course, participants comme organisateurs ont encore bon espoir d'obliger la FISA à intégrer l'épreuve au championnat du monde.
Pour ce qui est du plateau d'engagés, l'épreuve est plutôt un succès, dix-neuf concurrents s'étant engagés. Parmi les absences notables, celles des écuries Ferrari, Renault et Alfa Romeo, mais cela ne représente pas une surprise car il s'agit des équipes dites "légalistes", c'est-à-dire ne reconnaissant que l'autorité de la FISA. L'écurie française Ligier, affiliée à la FOCA, mais légaliste de par ses liens avec Matra, est également absente. Par contre, et c'est en cela que le coup de force de la FOCA fait long feu, les médias (et notamment la télévision) n'ont pas fait le déplacement et l'épreuve se déroule dans une certaine indifférence.
Le semi-échec de la FOCA permet d'y voir plus clair dans le rapport de force FISA-FOCA, et oblige la FOCA à se rassoir à la table des négociations. Près d'un mois plus tard, toutes les parties signeront les Accords Concorde, sorte de paix des braves (qui n'empêchera pas quelques soubresauts politiques jusqu'en 1982) entérinant le partage des pouvoirs en F1.

## Grille de départ
| Pos. | Pilote            | Écurie          | Temps         | Écart    |
| ---- | ----------------- | --------------- | ------------- | -------- |
| 1    | Nelson Piquet     | Brabham-Ford    | 1 min 12 s 78 |          |
| 2    | Carlos Reutemann  | Williams-Ford   | 1:12.98       | + 0 s 20 |
| 3    | Alan Jones        | Williams-Ford   | 1:13.28       | + 0 s 50 |
| 4    | Keke Rosberg      | Fittipaldi-Ford | 1:13.29       | + 0 s 51 |
| 5    | Elio De Angelis   | Lotus-Ford      | 1:13.47       | + 0 s 69 |
| 6    | Riccardo Patrese  | Arrows-Ford     | 1:14.07       | + 1 s 29 |
| 7    | Ricardo Zunino    | Brabham-Ford    | 1:14.35       | + 1 s 57 |
| 8    | Nigel Mansell     | Lotus-Ford      | 1:14.38       | + 1 s 60 |
| 9    | Andrea De Cesaris | McLaren-Ford    | 1:14.39       | + 1 s 61 |
| 10   | Jan Lammers       | ATS-Ford        | 1:14.85       | + 2 s 07 |
| 11   | Siegfried Stohr   | Arrows-Ford     | 1:14.93       | + 2 s 15 |
| 12   | Eddie Cheever     | Tyrrell-Ford    | 1:14.95       | + 2 s 17 |
| 13   | Chico Serra       | Fittipaldi-Ford | 1.15.06       | + 2 s 28 |
| 14   | Marc Surer        | Ensign-Ford     | 1:15.18       | + 2 s 40 |
| 15   | John Watson       | McLaren-Ford    | 1:15.25       | + 2 s 47 |
| 16   | Desiré Wilson     | Tyrrell-Ford    | 1:15.56       | + 2 s 78 |
| 17   | Derek Daly        | March-Ford      | 1:16.80       | + 4 s 02 |
| 18   | Geoff Lees        | Theodore-Ford   | 1:17.08       | + 4 s 30 |
| 19   | Eliseo Salazar    | March-Ford      | Pas de temps  |          |

## Classement
| Pos. | Pilote            | Écurie          | Tours | Temps/Abandon                            |
| ---- | ----------------- | --------------- | ----- | ---------------------------------------- |
| 1    | Carlos Reutemann  | Williams-Ford   | 77    | 1 h 44 min 54 s 03                       |
| 2    | Nelson Piquet     | Brabham-Ford    | 77    | + 20 s 14                                |
| 3    | Elio De Angelis   | Lotus-Ford      | 77    | + 1 min 06 s 24                          |
| 4    | Keke Rosberg      | Fittipaldi-Ford | 76    | + 1 tour                                 |
| 5    | John Watson       | McLaren-Ford    | 76    | + 1 tour                                 |
| 6    | Riccardo Patrese  | Arrows-Ford     | 76    | + 1 tour                                 |
| 7    | Eddie Cheever     | Tyrrell-Ford    | 76    | + 1 tour                                 |
| 8    | Ricardo Zunino    | Brabham-Ford    | 75    | + 2 tours                                |
| 9    | Chico Serra       | Fittipaldi-Ford | 75    | + 2 tours                                |
| 10   | Nigel Mansell     | Lotus-Ford      | 74    | + 3 tours                                |
| 11   | Derek Daly        | March-Ford      | 74    | + 3 tours                                |
| Abd  | Alan Jones        | Williams-Ford   | 62    | Tenue de route (jupes coincées)          |
| Abd  | Marc Surer        | Ensign-Ford     | 52    | Allumage                                 |
| Abd  | Desiré Wilson     | Tyrrell-Ford    | 50    | Sortie de route                          |
| Abd  | Jan Lammers       | ATS-Ford        | 34    | Freins                                   |
| Abd  | Eliseo Salazar    | March-Ford      | 32    | Manque de pneus de rechange              |
| Abd  | Andrea De Cesaris | McLaren-Ford    | 29    | Sortie de route                          |
| Abd  | Siegfried Stohr   | Arrows-Ford     | 12    | Problèmes de moteur et de tenue de route |
| Abd  | Geoff Lees        | Theodore-Ford   | 10    | Sortie de route                          |

## Pole position et record du tour
- Pole position :  Nelson Piquet en 1 min 12 s 78 (203,001 km/h). Temps réalisé lors de la séance d'essais du vendredi 6 février[2].
- Meilleur tour en course :  Carlos Reutemann en 1 min 13 s 61 (200,712 km/h) au 72e tour[2].

## Tours en tête
- Nelson Piquet : 27 tours (1-27)
- John Watson : 2 tours (28-29)
- Carlos Reutemann : 48 tours (30-77)

## Statistiques
- 1er départ en Grand Prix (hors-championnat) pour Siegfried Stohr, Chico Serra et Desiré Wilson.